# Jacques Ellul
Jacques Ellul (Bordeaux, 6 de janeiro de 1912 – Pessac, 19 de maio de 1994) foi um historiador do direito, filósofo, sociólogo, teólogo e um notável anarquista cristão francês. Estudou nas universidades de Bordeaux e Paris. Ellul foi professor de História e Sociologia das Instituições na Faculdade de Direito e Ciências Econômicas da Universidade de Bordéus.
Escreveu 58 livros e mais de mil artigos ao longo de sua vida, abordando, sobretudo a propaganda, o impacto da tecnologia sobre a sociedade e a interação entre religião e política. O tema dominante de seu trabalho foi a ameaça à liberdade humana e religião provocada pela tecnologia moderna.
Foi um dos líderes da resistência francesa durante a 2.ª Guerra Mundial e destacado teólogo no movimento ecumênico. Por seus esforços para salvar judeus, o Memorial do Holocausto (Jerusalém) o agraciou com o título de Justo entre as Nações, em 1981.
Nos seus trabalhos sobre a tecnologia tem uma aproximação determinista e fatalista. Suas preocupações apontavam para a emergência de uma tirania tecnológica sobre a humanidade.
Aos 18 anos, converteu-se ao cristianismo protestante. Dentre suas obras sobre anarquismo e cristianismo, destaca-se Anarchie et christianisme (1991), na qual argumenta que o anarquismo e o cristianismo têm as mesmas perspectivas sociais.

## Biografia
Filho de Joseph Ellul, um italiano que tinha também cidadanias austríaca e britânica.
Em 1930, converteu-se ao protestantismo e congregou-se na Igreja Reformada Francesa. Entre 1956 e 1971, foi membro do conselho nacional da referida congregação.
Em 1936, após concluir a Faculdade de Direito, defendeu sua tese de doutorado sobre a evolução e natureza jurídica do Mancipatio e, em 1937, tornou-se professor da faculdade de direito de Montpellier. A partir de 1938, passou a lecionar na Faculdade de Direito de Estrasburgo.
Casou-se com Yvette Lensvelt (1912-1991), com quem teve quatro filhos: Jean (1940), Simon (1941-1947), Yves (1945) e Dominique (1949).
Em 1940, foi demitido após ser denunciado por fazer críticas ao Marechal Pétain (chefe do governo colaboracionista com o nazismo), pelo fato de ser filho de um estrangeiro. Seu pai foi preso em agosto de 1940 e depois deportado.
Estando desempregado, trabalhou como agricultor, em uma pequena propriedade em Martres. que lhe fora emprestada por amigos.
Apesar não participar de ações armadas, apoiou a resistência francesa ajudando prisioneiros fugitivos e judeus: escondendo-os, fornecendo-lhes documentos falsos ou ajudando-os a entrar na zona franca..
Em 1944, foi nomeado como professor na Universidade de Bordéus, onde ensinou, história das instituições e história social até 1980.

## Teologia
Apesar de ser principalmente um sociologista com foco nas discussões de tecnologia, Ellul via seu trabalho teológico como um aspecto essencial da sua carreira. Ele começou a publicar suas discussões teológicas cedo, com livros como A Presença do Reino (1948).
Embora tenha sua origem na minoria Reformada Francesa e portanto um herdeiro espiritual de João Calvino e Ulrico Zuínglio, Ellul deixou de lado consideravelmente as tradições doutrinárias Reformadas. Contudo, em contraste com outros pensadores Europeus, rejeitava completamente influências do idealismo filosófico ou do romantismo sobre suas crenças a respeito de Deus e a fé humana. Ao articular suas ideias teológicas, ele principalmente bebeu das obra de Karl Barth e Søren Kierkegaard. Desse modo, muitos tem o considerado como um dos mais ardentes expositores da teologia dialética , que estava em declínio em outros lugares durante o auge de Ellul. De modo semelhante a Barth, Ellul não via uso tanto para a teologia liberal (considerada por ele como dominada por noções iluministas sobre a bondade da humanidade e tornada infantil por sua ingenuidade) quanto do Protestantismo ortodoxo (isso é, o fundamentalismo ou o Calvinismo escolástico , os quais, para ele, recusavam-se a reconhecer a liberdade radical de Deus e da humanidade) e mantinha uma visão levemente não-Católica da Bíblia, da teologia e das igrejas.
Um movimento que, em particular, levantava sua ira era o da teologia da morte de Deus. Alguns representantes desse movimento criam que os conceitos tradicionais Cristãos de Deus e da humanidade eram originados em uma consciência primitiva, a qual um povo mais civilizado deveria superar. Esse linha de pensamento afirmada os ensinamentos éticos de Jesus mas rejeitavam a ideia de que ele representava algo mais do que apenas um ser humano altamente talentoso. Ellul atacou essa escola de pensamento e membros dela, considerando os em desacordo não com as tradições doutrinárias cristãs, mas com a própria realidade — isso é, o que ele percebia como a religiosidade irredutível da raça humana; uma devoção que adorava ídolos como governantes, nações e, em tempos mais recentes, materialismo, cientificismo, tecnologia e economia. Para Ellul, pessoas usam tais imagens ou poderes como substitutos de Deus e são, por sua vez, usadas por eles, sem haver qualquer possível apelo a neutralidade ou inocência que, apesar de teoricamente possíveis, não existem. 

## Obras
- La technique ou l'enjeu du siècle (1954): "Técnica e o desafio do século" (tradução: Roland Corbisier, Rio de Janeiro, Paz e Terra, 1968);
- L'homme et l'argent (1954): "O Homem e o Dinheiro: aprenda a lidar com a origem" (tradução: Anna ABM Silva et LFMO Carvalho, Palavra, 2009);
- Propagandes (1962): "Propagandas: uma análise estrutural" (tradução: Miguel Serras Pereira, Lisboa, Antígona, 2014);
- Politique de Dieu, politiques des hommes (1966): "Política de Deus Política do Homem" (tradução: Cássio Murilo Dias, São Paulo, Fonte Editorial, 2006);
- L'Apocalypse. Une architecture en mouvement (1975): "Apocalipse, Arquitetura em Movimento" (tradução: Maria Luísa de Albuquerque, São Paulo, Edições Paulinas, 1979);
- La parole humiliée (1981): "A palavra humiliada" (tradução: Maria Cecília de M. Duprat, São Paulo, Paulinas, 1984);
- Changer de révolution. L'inéluctable prolétariat (1982): "Mudar de revolução: o inelutável proletário" (tradução: Herbert Daniel e Cláudio Mesquita, Rio de Janeiro, Rocco, 1985);
- Anarchie et christianisme (1988): "Anarquia e cristianismo" (traduçöes: Filipe Ferrari, Digital, 2009, e Norma Braga, São Paulo, Garimpo, 2010).